# Taipei Times
Taipei Times (chinês tradicional: 臺北時報, chinês simplificado: 台北时报, pinyin: Táiběi Shíbào; Pe̍h-ōe-jī: Tâi-pak-sî-pò) é um dos três jornais diários publicados em língua inglesa em Taiwan. Seus principais concorrentes da categoria são The China Post, Focus Taiwan e Taiwan News. Fundado a 15 de junho de 1999, o jornal é publicado pelo Liberty Times Group, que também publica o jornal de língua chinesa Liberty Times, que possui uma linha editorial pró-independência de Taiwan.
Taipei Times faz parte do Project Syndicate, fundado por George Soros.